# Freycinetia granulata
Freycinetia granulata är en enhjärtbladig växtart som beskrevs av Huynh. Freycinetia granulata ingår i släktet Freycinetia och familjen Pandanaceae. Inga underarter finns listade.